# Josip Boc
Josip Boc, slovenski gledališki igralec  in režiser, * 17. januar 1866, Laško, † 5. avgust 1925, Maribor.
Boc je v letih 1897 do 1901 igral v amaterski gledališki družini v Celju, od 1903 do 1913 pa v Dramatičnem društvu v Mariboru, kjer se je ukvarjal tudi z režijo in vodil dramsko šolo. Pred prvo svetovno vojno je bil eden najvidnejših gledaliških delavcev v Mariboru in Celju.